# Немейский лев
Неме́йский лев (др.-греч. Λέων Νεμεαῖος) — в древнегреческой мифологии лев чудовищной величины с невероятно прочной шкурой, которую не могло пробить ни одно оружие. Зверь опустошал окрестности городов Немея, Клеоны и посёлка Бембина. Убийство немейского льва стало первым заданием, которое поручил выполнить Гераклу микенский царь Еврисфей. Выследив льва, Геракл дважды попал в него из лука, но стрелы не могли повредить шкуру хищника. Тогда сын Зевса сначала оглушил его ударом палицы по голове, а затем задушил голыми руками.
Шкура немейского льва стала неотъемлемым атрибутом Геракла. По одной из версий мифа, в честь победы учредили панэллинские Немейские игры.
Сюжет победы Геракла над львом часто изображали на античных вазах, в скульптурных группах, на мозаиках и монетах, а позднее и на европейских картинах и в скульптурах.

## Мифы

### Происхождение
Существует несколько версий мифа о происхождении немейского льва. Согласно Гесиоду его родила Ехидна от двуглавого пса Орфа, по Аполлодору отцом льва был Тифон. Ещё по одной версии немейского льва родила в судорогах богиня Луны Селена и сбросила на землю.
Лев поселился в пещере с двумя входами в окрестностях городов Немея, Клеоны и посёлка Бембина и в наказание людям, чьи жертвы были отвергнуты богами, стал опустошать окрестности.

### Первый подвиг Геракла

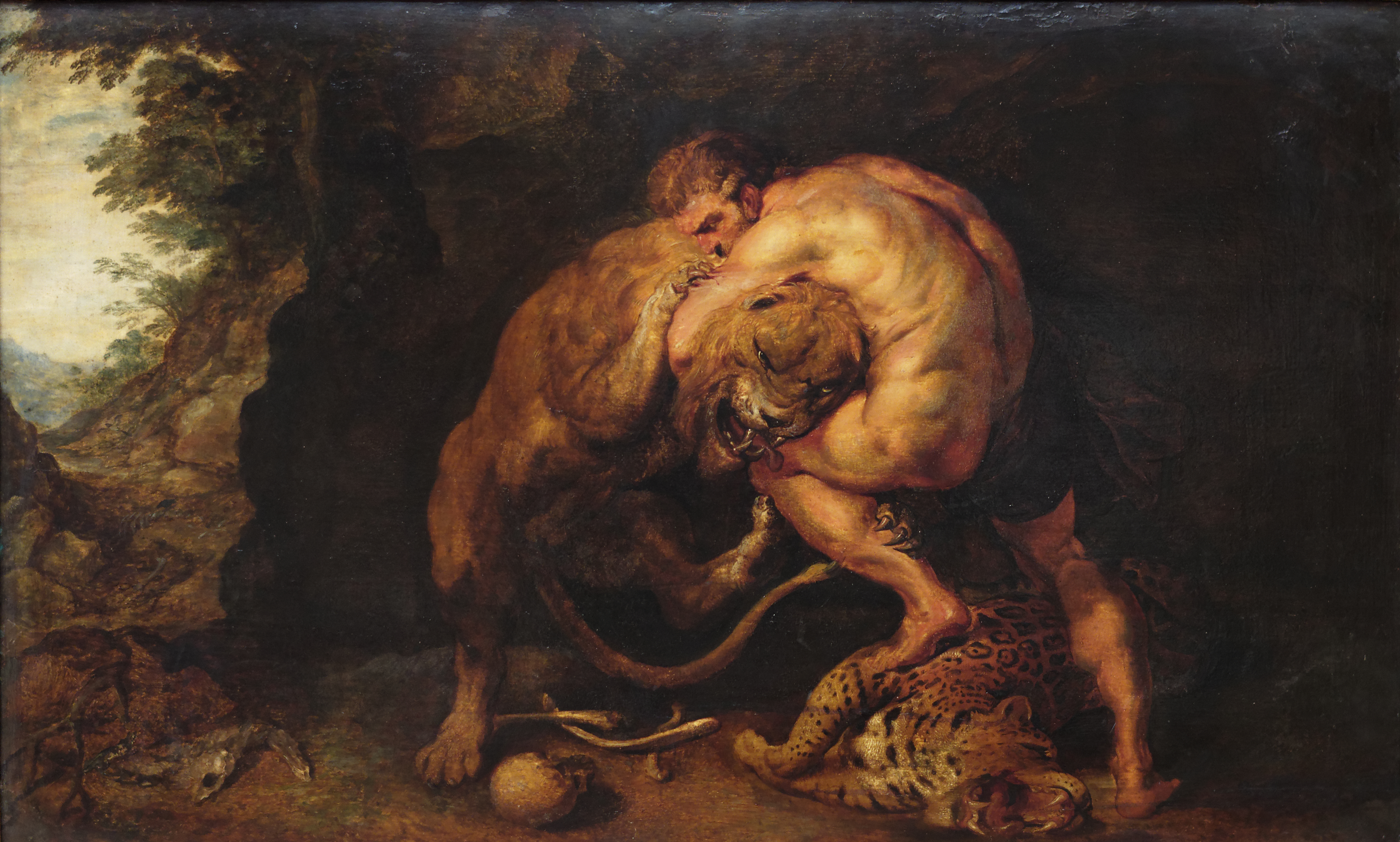
«Геракл и немейский лев». П. Рубенс, Национальный музей искусств Румынии, Бухарест

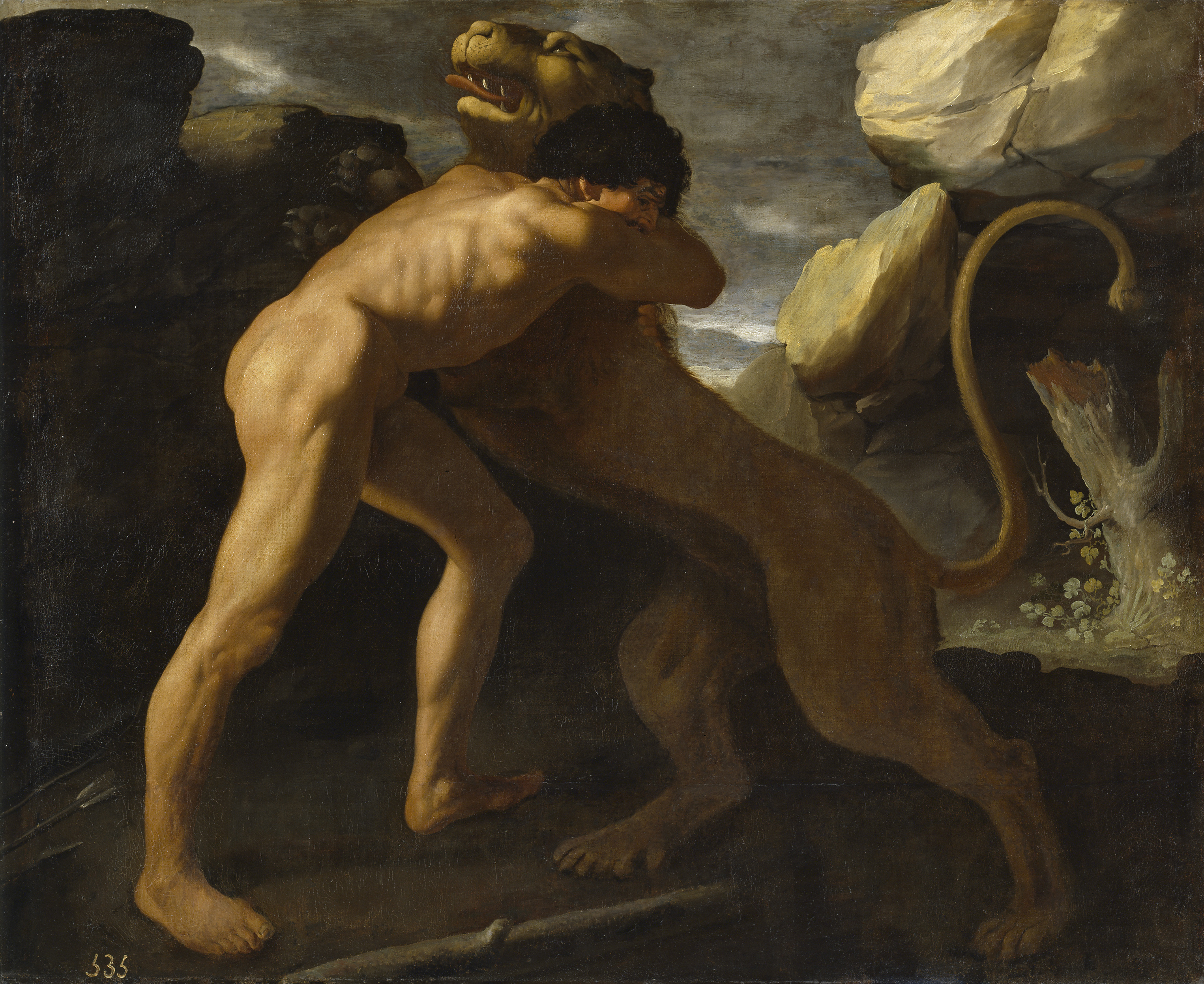
«Геракл борется с немейским львом», 1634 год. Франсиско де Сурбаран, Прадо Мадрид

В качестве первого задания микенский царь Еврисфей поручил Гераклу убить немейского льва. Прибыв в Клеоны, Геракл был радушно принят бедным жителем города Молорхом. Когда Молорх вознамерился принести в жертву богам животное, Геракл остановил его словами: «Подожди тридцать дней! Если я благополучно вернусь, принеси жертву Зевсу Спасителю, а если не вернусь, принеси жертву мне, как герою!».
Немало времени ушло у Геракла на поиски чудища. Наконец однажды вечером он заметил льва, который возвращался в своё логово. Герой выстрелил в него из лука, укрывшись неподалёку в кустарнике. Стрела попала в лапу, но не причинила зверю вреда. Вторая стрела угодила льву в грудь, однако и она отскочила от непробиваемой шкуры, не оставив ни царапины. Когда лев ринулся на Геракла, тот, вырвав с корнем рядом стоящее дерево, размахнулся им как дубиной и ударил хищника по голове. Палица оглушила льва. По одной из версий мифа, изложенной у Феокрита, Геракл сразу после этого задушил животное. По другой версии, лев после удара по голове побежал в свою пещеру. Геракл, убедившись, что оружие против льва бессильно, последовал за ним. Один из входов он завалил камнями и, войдя в логово льва, сумел задушить животное голыми руками.
На обратном пути Геракл зашёл к Молорху и вместе с ним принёс жертвы Зевсу Спасителю. В Микенах царь Еврисфей так испугался вида убитого льва, что впредь запретил Гераклу вступать в город, а добычу повелел показывать перед городскими воротами. Более того, он приказал выкопать в земле яму, в которую поставили медную бочку. Впоследствии, когда Геракл был поблизости, Еврисфей прятался в ней и передавал свои слова через глашатая Копрея.
При снятии шкуры льва Гераклу пришлось использовать в качестве рабочего инструмента острые когти самого зверя. В дальнейшем, при совершении следующих подвигов, Геракл носил неуязвимую для оружия львиную шкуру, которая стала неотъемлемым атрибутом героя.

## Немейские игры
Каждые два года осенью в окрестностях Немеи на священном участке проводили панэллинские Немейские игры. По одной из версий мифа их основоположником был Геракл, который учредил спортивные состязания в память о своей победе над львом.

## В искусстве, нумизматике, астрономии

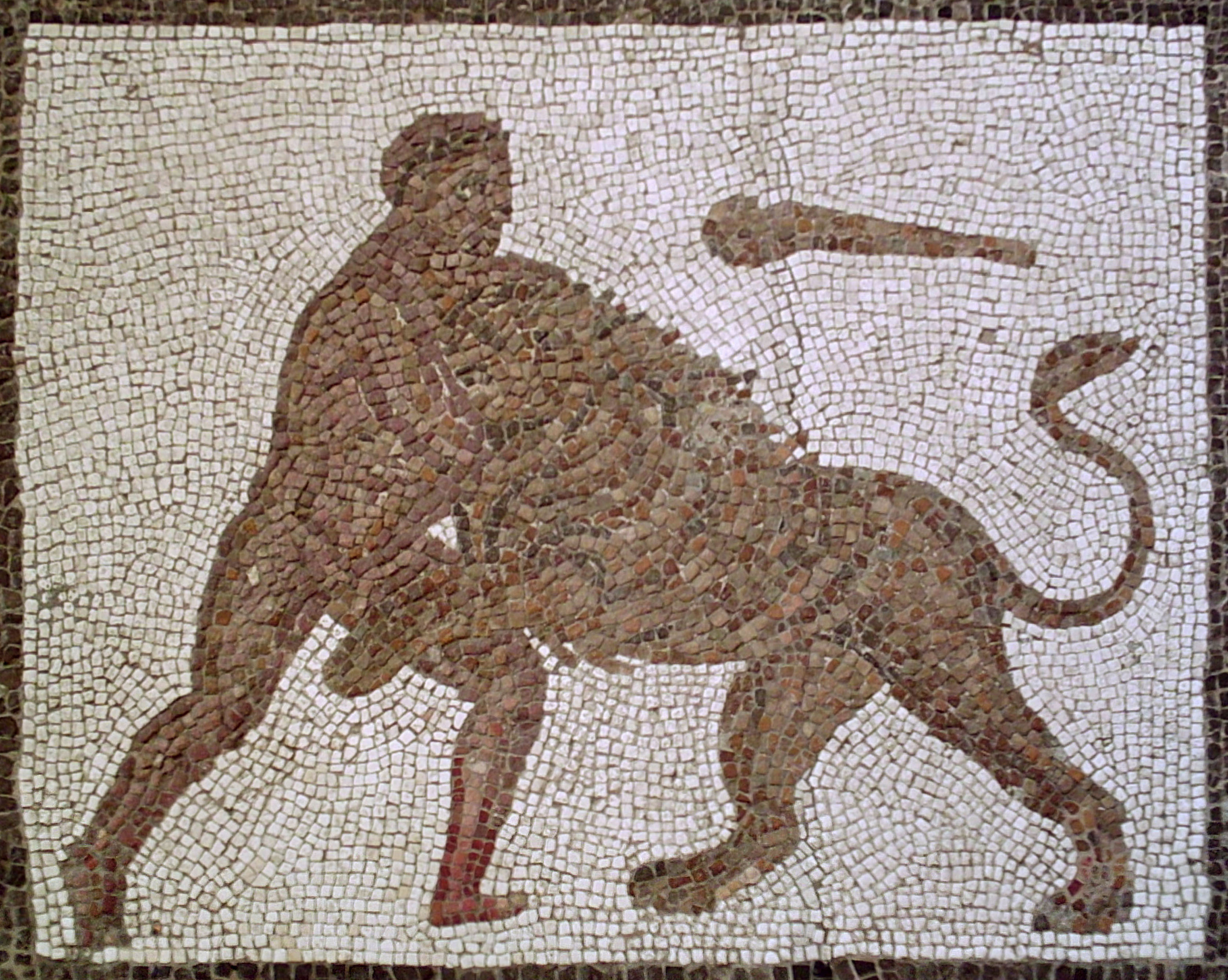
Античная римская мозаика 200—250 годов н. э. Национальный археологический музей, Мадрид

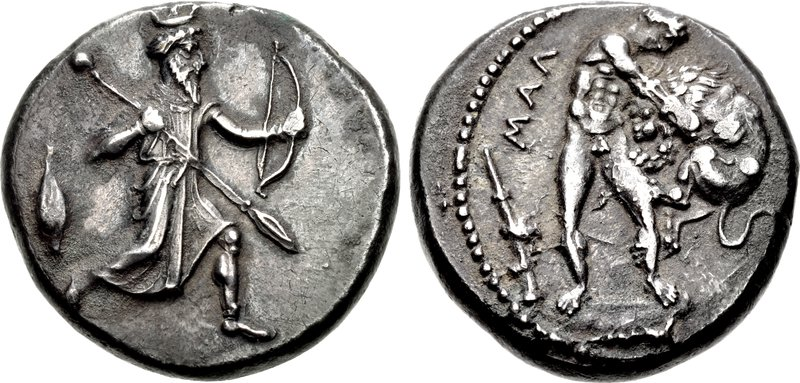
Киликийский статер 390—385 годов до н. э.

Сцену единоборства Геракла со львом часто изображали на античных греческих и римских вазах, мозаиках, в скульптурных группах и на монетах. В европейском изобразительном искусстве картины с этим сюжетом создали такие мастера живописи, как Питер Пауль Рубенс («Геркулес и немейский лев»), Франсиско де Сурбаран («Геракл борется с немейским львом» 1634 года) и др.
В память об этом подвиге своего сына Зевс поместил льва на небо. Так появилось созвездие Лев.